# おかせみと
おかせみと（6月15日 - ）は、アロマテラピー関係者である。血液型B型。

## 経歴
大学在学中に海外にてアロマテラピー・ハーブ・食生活などの欧米文化に触れ、欧米生活や、それらを自分のライフスタイルに取り入れることにより様々な美容・健康法を学ぶ。

## 出演番組
- ありがとッ!水曜コメンテーター（tvk）
番組構成の都合上、最終水曜日はお休み。

## 書籍
- まいにちアロマ美人（ダイエックス出版）
- 妊娠・出産・子育てのアロマテラピー（PHP研究所）
- ツイストレッチ・ダイエット（角川マガジンズ）